# Preamplificador

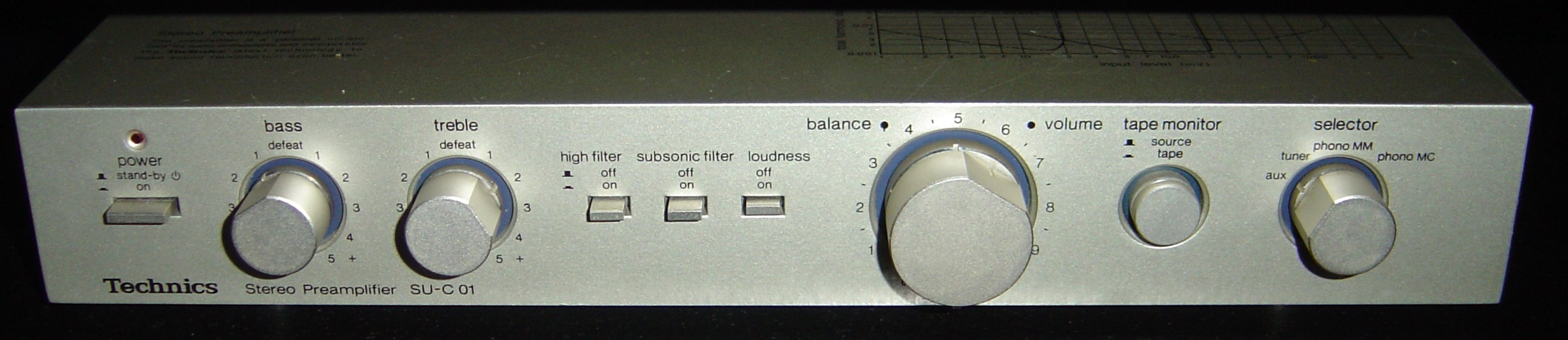
Preamplificador estèreo Technics SU-C01 (1979).

Un preamplificador és un tipus d'amplificador electrònic utilitzat en la cadena d'àudio, durant la reproducció de so. Com en tot amplificador, la finalitat d'un preamplificador és augmentar el nivell del senyal i, per això, actua sobre la tensió del senyal d'entrada. Quan els senyals surtin del preamplificador, hauran assolit el nivell de línia, estandarditzat en els 0dB.
El preamplificador s'encarrega d'anivellar la tensió elèctrica que li arriba de les diferents fonts d'àudio (cada equip té una tensió de sortida diferent), per a després, un cop igualades, enviar, com a senyal d'entrada, a un altre equip (generalment, una etapa de potència).
La relació entre nivell de sortida i d'entrada és el guany. Així, el guany, expressat en decibels, indica el nivell d'amplificació d'un senyal.
Alguns equips preamplificadors tenen controls que els permeten, a més de regular la tensió de sortida, regular el to, el balanç, etc. A més de reforçar la sonoritat a baix volum (loudness).
Malgrat el que s'ha dit, normalment, els equips per audiòfils no inclouen cap d'aquests controls, ja que poden afegir distorsió al senyal original. Aquestes actuacions es poden realitzar, sense introduir pèrdues en el senyal durant el procés, més endavant: a l'etapa de potència, a la taula de mescles o fins i tot a l'altaveu.